# Трактат по Гармонії, зведений до її природних принципів

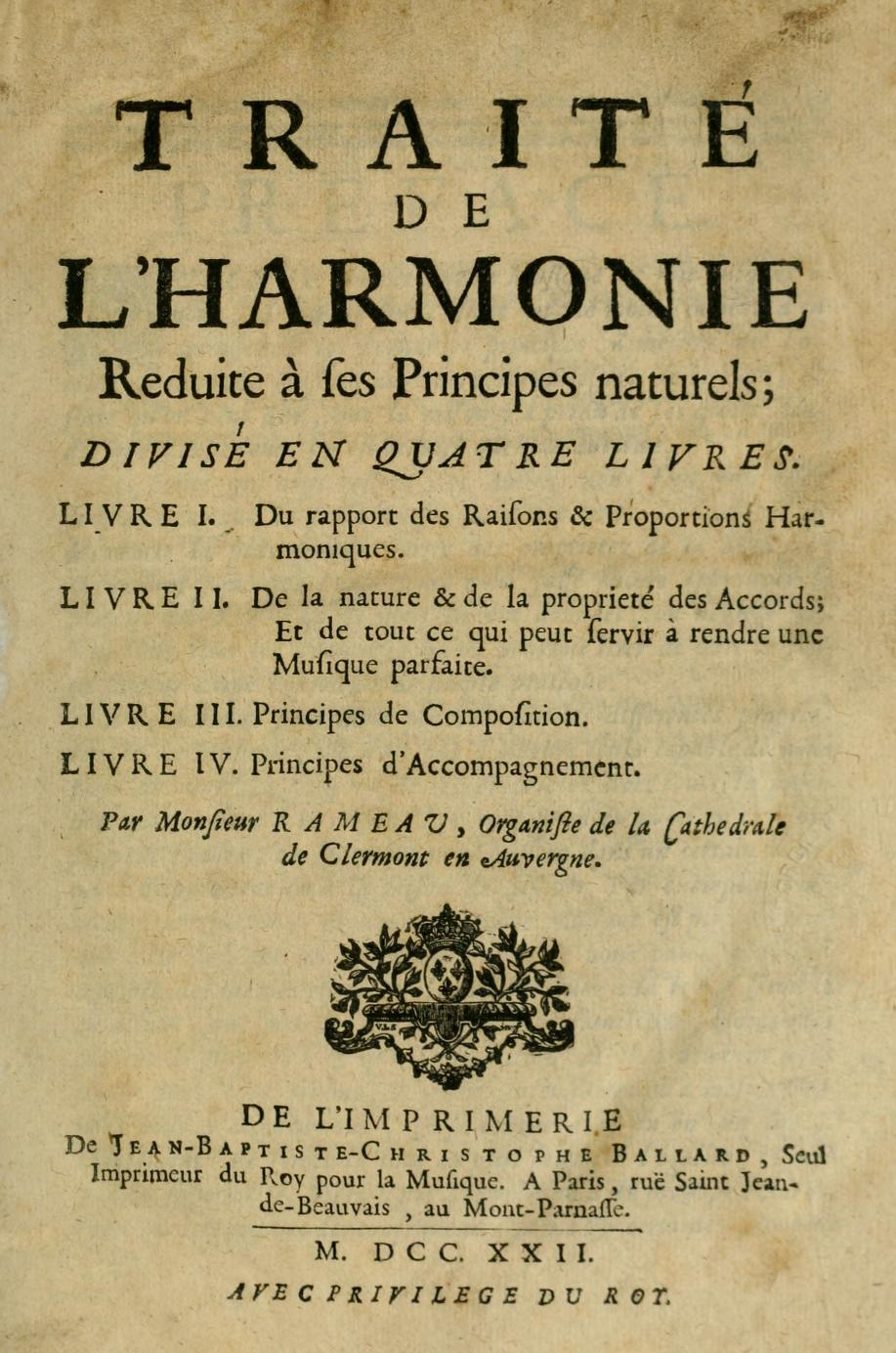
Traité de l'harmonie

Traité de l'harmonie réduite à ses principes naturels («Трактат по гармонії, зведений до її природних принципів») — музичний трактат, написаний Жаном-Філіппом Рамо. Вперше опублікований у Парижі в 1722 році Жаном-Батистом-Крістофом Балларом.
У трактаті досліджено тональну систему,  що використовується в сучасній авторові класичній музиці. Він досліджує мажорні та мінорні тональності, описує закономірності, що дозволяють досягти гарного звучання на основі 12-тонового звукоряду .
Трактат розділений на чотири книги:
- Книга I: Про співвідношення між гармонічними співвідношеннями та пропорціями .
- Книга II: Про природу та властивості акордів ; і про все, що можна використати, щоб зробити музику ідеальною.
- Книга III: Принципи композиції.
- Книга IV: Принципи акомпанементу.